# Ludwig Berg
Ludwig Berg (* 12. Januar 1909 in Bensheim; † 12. Juli 1976 in Mainz) war ein deutscher katholischer Sozialethiker.

## Leben
Er studierte von 1928 bis 1934 am Priesterseminar Mainz und von 1938 bis 1940 an der Universität Münster. Nach der Promotion 1940 in Münster und der Habilitation 1947 in Mainz lehrte er dort von 1947 bis 1974 als Professor für Christliche Anthropologie und Sozialethik.
Zusammen mit Walter Kasper, Joseph Ratzinger, Karl Lehmann und anderen plädierte er im Februar 1970 mit dem Memorandum zur Zölibatsdikussion für eine eindringliche Überprüfung und differenziertere Betrachtung des Zölibatsgesetzes der lateinischen Kirche.

## Schriften (Auswahl)
- Ehegemeinschaft in sozialtheologischer Sicht. Werden, Wesen, Ethos. Münster 1967, OCLC 1971505.
- Das theologische Menschenbild. Entwurf, Ethos. Köln 1969, OCLC 6179870.
- Familie in sozialtheologischer Perspektive. Münster 1973, ISBN 3-7923-0338-8.
- Du sollst lieben. Sinn und Gehalt des Liebesgebotes Jesu. Meitingen 1974, ISBN 3-7838-0106-0.